# Raimundo Alves de Carvalho
Raimundo Alves de Carvalho (São Pedro dos Ferros, 30 de janeiro de 1898 – Timóteo, 10 de agosto de 1979) foi um farmacêutico e político brasileiro. Foi o responsável pela criação da primeira farmácia do atual Vale do Aço em 1922 e ocupou os cargos de vereador (de 1951 a 1953) e prefeito (de 1953 a 1957 e de 1961 a 1963) no município de Coronel Fabriciano.
Fora proprietário de terras no atual município de Timóteo, dentre as quais da antiga Fazenda Angelina, para onde se mudou na década de 1930. No entanto, parte de suas propriedades foram vendidas para a construção do complexo industrial da antiga Acesita na década de 40. Também cedeu espaço para a locação de algumas das primeiras escolas da região.

## Origem e formação
Raimundo Alves de Carvalho nasceu na Fazenda Santo Antônio, situada no município brasileiro de São Pedro dos Ferros, no interior do estado de Minas Gerais, em 30 de janeiro de 1898, sendo filho de Quintino Alves de Carvalho e Angelina Alves de Carvalho. Casou-se com Zaide Roque, com quem teve sete filhos (Ângelo, Angelina, Antônio, Rômulo, Francisca, Clara e Raimundo). Formou-se como farmacêutico pela Escola de Farmácia da Universidade Federal de Ouro Preto em 1920.
Estabeleceu-se posteriormente na região do atual bairro Horto, em Ipatinga, com objetivo de atender às obras da Estrada de Ferro Vitória a Minas (EFVM). Na mesma região, em 1922, instalou a primeira farmácia do atual Vale do Aço, vizinha à extinta Estação Ferroviária do Córrego de Nossa Senhora.

## Administração de terras

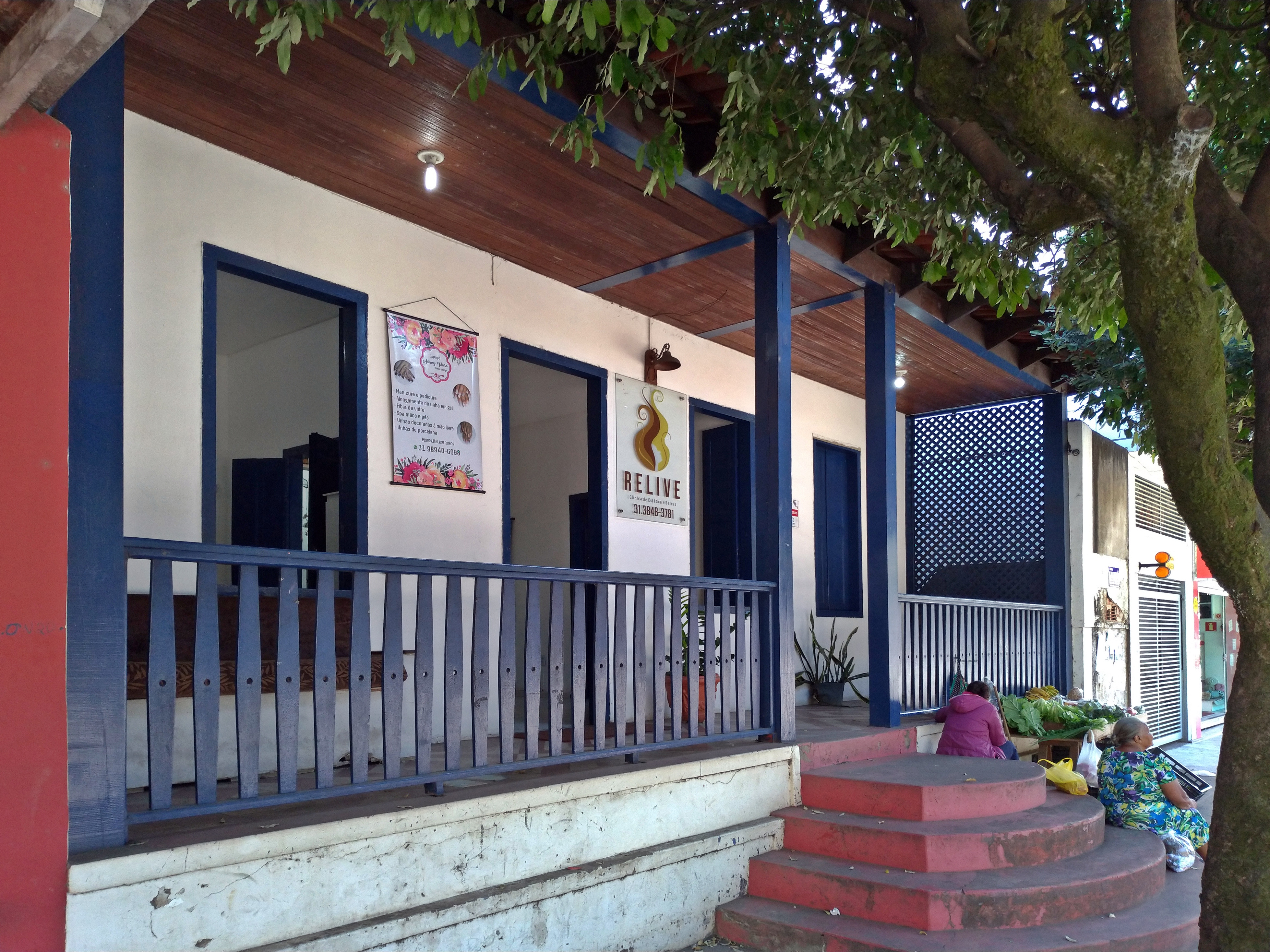
Sede da antiga Fazenda Dona Angelina em uso como ponto comercial em Timóteo em 2019 (foi demolida em 2022).

Após se estabelecer no Vale do Aço, Raimundo adquiriu vastas terras no território do atual município de Timóteo, onde se encarregou de construir duas escolas mistas municipais; uma em 1922 e outra em 1925. Ambas foram incorporadas mais tarde pelo Grupo Escolar Dona Angelina Alves, atual Escola Municipal Angelina Alves de Carvalho, cujo nome homenageia a mãe do farmacêutico. Em 1928, construiu a Fazenda Dona Angelina, para onde se mudou com sua família na década de 1930, onde criou seus filhos. Já em setembro de 1941, foi empossado como juiz de paz de Timóteo, então distrito subordinado a Antônio Dias — depois anexado a Coronel Fabriciano. Por intermédio de Raimundo foi realizado na localidade o primeiro serviço eleitoral em 1945.
Em 20 de outubro de 1944, Raimundo Alves de Carvalho e sua família receberam a visita do engenheiro Alderico Rodrigues de Paula e, mais tarde, de Percival Farquhar e Amynthas Jacques de Morais, que alegavam querer conhecer suas terras. Pouco tempo depois retornaram com a proposta de comprá-las sob a justificativa de "utilidade pública". Havia a intenção segregada de construir ali a usina da Acesita e sua vila operária, mas isso não havia sido comunicado oficialmente a Raimundo, que por outro lado já sabia do projeto do complexo e por isso estava desconfiado. Ao mesmo tempo a fundação da empresa foi oficializada em 31 de outubro de 1944.
Na visão do engenheiro Alderico Rodrigues de Paula, que estava encarregado de apontar a melhor área para instalar o complexo industrial, a fazenda era uma das únicas planícies extensas, além de estar próxima do rio Piracicaba para extração de água e da EFVM para escoamento da produção. A família recusou a proposta de início e então Alderico adquiriu fazendas vizinhas (do Alegre, Querubino, Cachoeirinha e dos Vieira). Com isso, Raimundo enviou um telegrama ao presidente Getúlio Vargas pedindo esclarecimentos, sem ter recebido resposta. Posteriormente, sentindo-se sob pressão e com medo de perder o valor da propriedade, acabou cedendo a venda de seus 400 hectares em 1945. Soube mais tarde que Getúlio Vargas e o governador do estado pediram ao prefeito de Antônio Dias para averiguar sua situação, mas a administração antoniodiense arquivou o pedido. A sede da antiga Fazenda Dona Angelina, situada em meio ao Centro-Norte, onde a Acesita construiu o centro comercial da vila operária, foi aproveitada pela empresa como hotel e posteriormente como restaurante, porém a edificação foi demolida em 2022.

## Vida política e subsequência
Ainda na década de 1940, Raimundo fomentou a comissão pró-emancipação do então distrito de Coronel Fabriciano, que foi elevado à categoria de município em 1948, ao ser desmembrado de Antônio Dias. Posteriormente, foi eleito vereador em Fabriciano, filiado ao Partido Trabalhista Brasileiro (PTB), tendo sido o responsável pela criação do diretório partidário local. Exerceu então a função de inspetor escolar, através da qual atuou como um dos criadores do Grupo Escolar Professor Pedro Calmon, o primeiro prédio escolar de Fabriciano, em 1952. No ano seguinte, também cedeu um estabelecimento para a locação do Grupo Escolar Dona Angelina Alves, no distrito de Timóteo.
Ao filiar-se ao Partido Trabalhista Nacional (PTN), Raimundo elegeu-se prefeito em Coronel Fabriciano e foi empossado em 30 de março de 1953, sucedendo a Lauro Pereira da Conceição — que cumpria interinamente o mandato de Rubem Siqueira Maia — e sendo sucedido por Rufino da Silva Neto em 1957, com Lauro na condição de vice-prefeito. Foi novamente eleito em 1961, sendo sucedido por Cyro Cotta Poggiali em 1963. Durante os períodos em que esteve à frente do Poder Executivo se destacaram a implantação do primeiro serviço de fornecimento de energia elétrica em Timóteo em dezembro de 1954 e a estruturação da Avenida 28 de Abril, principal núcleo comercial de Ipatinga, outro distrito de Coronel Fabriciano. Além disso, concebeu apoio na emancipação política de Timóteo, que, juntamente com Ipatinga, veio a se emancipar em 1964.
Em Coronel Fabriciano atuou em prol da expansão da rede pública de ensino, necessária devido à superlotação dos grupos escolares existentes então. Ao final da década de 1950, a educação fabricianense ainda se mostrava precária, com elevados índices de evasão escolar e analfabetismo, situação que foi minimizada com a construção de novos grupos escolares na cidade em parceria com o estado a partir da década de 60. Raimundo também foi historiador em Timóteo e em janeiro de 1979, lançou o livro "Enciclopédia do Estado de Minas Gerais", através do qual descreve a história das cidades mineiras em três volumes. Faleceu a 10 de agosto do mesmo ano, sendo velado na sede da prefeitura de Fabriciano, onde compareceram diversas autoridades políticas e representantes de entidades comunitárias. Em sua referência há um centro de saúde que leva seu nome no bairro Timotinho, em Timóteo.